# Gable Garenamotse
Gable Garenamotse, född den 28 februari 1977, är en friidrottare från Botswana som tävlar i längdhopp.
Garenamotse deltog vid Samväldesspelen 2002 där han blev silvermedaljör. Han blev även silvermedaljör vid Samväldesspelen 2006. Vid inomhus-VM 2008 slutade han på fjärde plats med ett hopp på 7,93. Han var även i final vid Olympiska sommarspelen 2008 där han slutade nia med ett hopp på 7,85.

## Personliga rekord
- Längdhopp - 8,27 meter